# Bentharca nodulosa
Bentharca nodulosa är en musselart som först beskrevs av O. F. Mueller 1776.  Bentharca nodulosa ingår i släktet Bentharca och familjen Arcidae. Inga underarter finns listade i Catalogue of Life.